# The Mormon
The Mormon est un film muet américain réalisé par Allan Dwan et sorti en 1912.

## Fiche technique
- Réalisation : Allan Dwan
- Date de sortie : États-Unis : 25 janvier 1912

## Distribution
- J. Warren Kerrigan : le jeune mormon
- Pauline Bush : la fille